# Gitta Walther
Gitta Walther (* 14. Juni 1940 in Annaberg; † 10. Oktober 2014 in Annaberg-Buchholz) war eine deutsche Sängerin und Autorin. Sie veröffentlichte auch unter den Pseudonymen „Simone“ oder „Jackie Robinson“ sowie unter ihrem früheren Ehenamen Gitta MacKay aus der Ehe mit dem schottischen Musiker Don Adams, dessen bürgerlicher Familienname MacKay lautete. Auch nach der Scheidung 1976 führte sie den Namen weiter.

## Leben
Gitta Walter kam während des Zweiten Weltkriegs als Tochter eines Bäckers auf die Welt und wuchs nach Kriegsende zunächst in der Deutschen Demokratischen Republik auf. Dort stand sie erstmals mit 14 Jahren als Sängerin auf der Bühne. Im Alter von 16 Jahren zog sie allein nach Westdeutschland.
In München gewann sie einen Wettbewerb des Bayerischen Rundfunks. Sie wurde dann von Werner Müller entdeckt, der sie in sein Orchester aufnahm. Ferner sang sie in Ambros Seelos’ sowie Addy Flors Orchester. Seit Mitte der 1960er Jahre war sie auch als Gast-, Studio- und Backgroundsängerin bei mehreren Produktionen und Bands und Solointerpreten aktiv, womit sie nach eigenen Angaben hauptsächlich ihren Lebensunterhalt bestritt. So war sie eine der Sängerinnen des Silver Conventions-Hits Fly, Robin, Fly. Für die Studioaufnahmen erhielt sie 1200 Mark.
Auch stammte der Schrei im Refrain des Liedes Lady Bump von Penny McLean von ihr.
Schon 1964 veröffentlichte sie ihre ersten beiden Solo-Singles, damals noch unter ihrem bürgerlichen Namen, danach dann zunächst unter ihrem Pseudonym Simone. In den späten 1960er Jahren sang sie auch bei den Cornely Singers, aus denen Ende 1969 die Band Love Generation hervorging. Die Formation wurde 1972 mit der Goldenen Europa in der Kategorie „Best New German Vocal Group“ geehrt und erreichte 1975 bei der deutschen Vorentscheidung zum Eurovision Song Contest mit dem Titel Hör’ wieder Radio Platz 3.
Ab Mitte der 1970er Jahre sang sie als Solointerpretin dann in englischer Sprache unter dem Künstlernamen Jackie Robinson. Ihr Album I’m Different war in den Vereinigten Staaten ein Erfolg. Die Single-Auskopplung Moving Like A Superstar hielt sich sieben Wochen in den Billboard Disco Charts und schaffte es in der sechsten Woche auf den fünften Platz. Auch der ebenfalls auf Single veröffentlichte Song Pussyfooter war auf der anderen Seite des Atlantiks sehr bekannt und wurde mehrfach gecovert, beispielsweise von DJ Shadow, Eric B. & Rakim oder Ultramagnetic MCs.
1980 gründete sie zusammen mit Dagmar Hellberg, Lucy Neale (alias Lucy O’Day) und Christina Harrison die relativ erfolgreiche Band The Hornettes. Diese konnte 1981 zwei Titel in den Top 100 der deutschen Musik-Charts platzieren, nahm im gleichen Jahr zuvor mit dem Song Mannequin an der deutschen Vorentscheidung und 1983 mit Hello, Mr. Radio an der österreichischen Vorentscheidung zum Eurovision Song Contest teil.
Gitta Walther lebte zuletzt wieder in ihrer Heimat Annaberg-Buchholz und sang Heimatmusik.

## Veröffentlichungen

### Diskografie (Auswahl)
(hier nur Solo-Veröffentlichungen)
Alben
- 1974: I’m Different (als Jackie Robinson; Ariola / Les Disques Direction (1977) / Traffic Entertainment (2011))
- 1996: Weihnachtslieder Erzgebirge (als Gitta Walther; Laserlight / Delta Music)
- 1999: Geschichten Aus’m Arzgebirg (als Gitta Walther; Phonica / B.T.M.)

Singles
- 1964: Alles gab ich dir / Küss mich bei Mondenschein (als Gitta Walther; Philips)
- 1964: Ich will nicht träumen (als Gitta Walther; Philips)
- 1967: Das Glück ist treu / Ich und meine Schwester (als Simone; Telefunken)
- 1967: Er sieht aus wie ein Mann / Gelegenheit macht Diebe (als Simone; Telefunken)
- 1968: Es müßte regnen / Wer weiß die Antwort (als Simone; Telefunken)
- 1969: Jeder Weg führt zu dir / Du (als Gitta Walther; CBS)
- 1975: Moving Like A Superstar (als Jackie Robinson; Ariola / Inter Global / Pye Records (1976) / Music-Box)
- 1976: Pussyfooter (als Jackie Robinson; Ariola / Maxi-Single: Les Disques Direction (1977))
- 1976: Moving Like A Superstar (als Jackie Robinson; Ariola)
- 1976: Moving Like A Superstar / Pussyfooter (als Jackie Robinson; Eurodisc)
- 1977: Pussyfooter / Sympathy For The Devil (als Jackie Robinson; Les Disques Direction)
- 1978: Tilt & Boogie (als Jackie Robinson; Polydor / Eurodisc / Durium)
- 1978: Warning - Danger / Do You Really Wanna Go (als Jackie Robinson; Polydor)

### Schriften
- Gitta MacKay: Gitta MacKay - Sängerin von „The Hornettes“: ein Leben wie ein bunter Regenbogen, Erdenfest Verlag, Leipzig, 2011. ISBN 978-3-9813337-4-9.